# وو جیاشین
وو جیاشین (چینی: 吴佳欣; پین‌یین: Wú Jiāxīn؛ زادهٔ ۲۸ فوریهٔ ۱۹۹۷) کماندار زن اهل چین است. وی در بازی‌های المپیک تابستانی ۲۰۱۶ و ۲۰۲۰ شرکت کرده‌است.